# Główka (województwo kujawsko-pomorskie)
Główka (do 2008 Duża Główka) – wieś borowiacka w Polsce położona w województwie kujawsko-pomorskim, w powiecie tucholskim, w gminie Śliwice na obszarze Borów Tucholskich nad północnym brzegiem jeziora Okonińskiego. Do 2007 roku wieś nosiła nazwę Duża Główka.
W latach 1975–1998 miejscowość administracyjnie należała do województwa bydgoskiego.